# Ghedulești, Alba
Ghedulești este un sat în comuna Ciuruleasa din județul Alba, Transilvania, România.